# ID (televízióadó)
Az Investigation Discovery (rövidítve: ID) az amerikai Discovery Communications egyik tematikus, bűnügyekkel foglalkozó csatornája, melyet Magyarországon is sugároznak kábeltévés hálózaton.
A csatorna reklámidejét az Atmedia értékesíti.

## A csatorna
A csatorna nevét nyomozócsatornának lehetne fordítani. Az investigation nyomozást, vizsgálatot jelent, a discovery szó jelentése felfedezés, de a csatorna nevében az üzemeltető anyavállalatra vonatkozik az utalás. Korábban az ID rövidítés magát az Investigation Discovery-t rövidítette.
A csatorna az Egyesült Államokban 2008. január 27-én indult, Magyarországon 2009. április 6. óta található kábeltévés szolgáltatók kínálatában. Az ID a hét minden napján 24 órában sugároz. Magyarországi reklámértékesítése a TLC-hez hasonlóan, 2015. január 26-án indult, ezzel egyidőben az arculati elemek és az ajánlók is magyar nyelvűvé váltak.
Az ID fogható az Egyesült Királyságban, Lengyelországban, Magyarországon, Romániában, a Csehországban, Szlovákiában, Görögországban és Törökországban.
2016 januárjában a magyar változat szünetre vonult, majd 2017. november 1-jén visszatért a 2014. április 1-jén indult, elsősorban nőknek szóló ID Xtra helyén. Ezzel a csatorna Magyarországon azon kevés csatornák közé tartozik, hogy megszűnése után később újra elindult (a másik a magyar MTV, amely 2013-ban megszűnt, majd 2017-ben újraindult).
2020. szeptember 29-én az Investigation Discovery új logót és arculatot vezetett be, nagyobb hangsúlyt fektetve az „ID” mozaikszóra.
A csatorna hivatalos neve Investigation Discovery, azonban a 2020-ban bevezetett arculatváltás óta legtöbbször ID-ként hivatkoznak rá.
2022. szeptember 1-jén visszakerült a DIGI kínálatába, ahonnan 2012-ben került ki.

## Műsorai
A csatorna törvényszéki és bűnügyekkel, a nyomozások szakmai-tudományos hátterével foglalkozik, mellyel elsősorban a 25-54 év közötti, bűnügyek iránt érdeklődő női közönséget igyekszik megszólítani. A Discovery Networks EMEA által végzett kutatás szerint a valós eseteket feldolgozó törvényszéki és nyomozati műsorok az európai közönség körében a legnépszerűbbek közé tartoznak: minden második (48%) felnőtt néző érdeklődik irántuk.
- 911 – Kérem segítsenek! bajbajutott emberek valós, rögzített segélyhívásai
- A család fekete bárányai
- A gonosz mosolya – Ártatlannak tűnő rossz szándékúak testközelből
- A gyilkos nyomában – Mike Arntfield professzor és detektív és egy civil csapat megoldatlan gyilkosságok utáni nyomozását követi figyelemmel
- A halál árnyéka
- A tökéletes gyilkosság
- Anyósom az ellenségem – Megrázó történetek, a rokonok ellenséggé válásáról
- Bűntény a családban
- Charlotte-i gyilkosságok
- Elárulva
- Eltűnt
- Gonosz jár közöttünk
- Gyilkos címlapsztorik
- Gyilkos fejtörő
- Gyilkos ösztön – A munkahelyi rossz szándékúak sötét oldalának feltárása
- Gyilkosok testközelből – Valódi bűncselekmények nyomozási folyamata
- Határellenőrzés: Európa – Az európai határőrök munkája
- Helyszínelés Tony Harrisszel
- Káosz a bíróságon – Bírósági incidensek testközelből
- Kihallgatás
- Még mindig rejtély
- Murder Shift – Gyilkosság váltott műszakban: amerikai gyilkossági nyomozók munkája
- Névtelen áldozatok
- Rendkívüli törvényszéki ügyek
- Rémálom a szomszédban
- Sorozatgyilkosok – Az elmúlt 20 év legismertebb sorozatgyilkosságai
- Spanyol határvadászok – A spanyol határőrök és vámosok munkája
- Texasi esetek
- Tiltott szerelem
- Tragikus titkok – Emberek, akik lázasan keresik az igazságot gyilkosság áldozatául esett szeretteik váratlan és felzaklató titkai között
- Végzetes vendégség

## Logói
A csatorna logójában kezdetben nagy „I” és „D” betűk voltak láthatóak, a Discovery csatornáira jellemző földgolyóval és a csatorna teljes nevével, ezt a logót 2009-es indulásától a 2016-os megszűnésig használta. 2017-ben a csatorna az ID Xtrától átvett, de módosított logóval tért vissza: a négyzet fehér, az ID felirat fekete lett, és a csatorna teljes nevének betűtípusa is megváltozott. 2020. szeptember 29-én cserélték le ismét a logót, az új logó a csatorna magyarországi története során a harmadik. Az új logóban csak a két kezdőbetű szerepel, melyek színe vörös-narancs átmenetes, vastagságuk extra vastag. A betűk alja hiányos, mintha egyetlen mozdulattal, átlósan levágták volna.

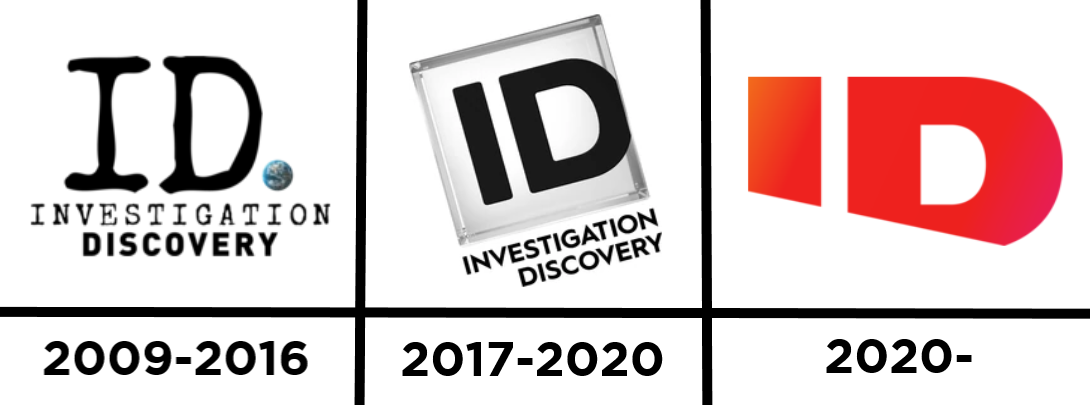
Az Investigation Discovery logói 2009-től napjainkig

## Lásd még
- Discovery Channel
- ID Xtra
- Discovery Inc.